# محافظة سوفانبوري
محافظة سوفانبوري (بالتايلاندية: สุพรรณบุรี) و(بالإنجليزية: Suphan Buri)‏ هيَ واحدة من محافظات تايلاند الخمس والسبعين، تجاور محافظات يوثاي ثاني وتشاينات وسنغ بوري وأنغ ثونغ وفرا ناخون سي أيوتثايا وناخون باتوم وكانتشانابوري.

## التسمية
كلمة سوفان ترجع إلى (اللغة السنسكريتية) وتعني الذهب وبوري تعني بلدة أو مدينة، سوفانبوري تعني مدينة الذهب

## الجغرافيا
تضاريس المحافظة في الغالب سهول منخفضة مع سلاسل جبلية صغيرة في شمال وغرب المحافظة والجزء الجنوبي الشرقي سهل منخفض ومعا نهر ومزارع الأرز.

## التاريخ
تناول سوفانبوري في التاريخ التايلاندي في القصص الأسطورية التي وردت في الكتابات البوذية القديمة جدا ويرجع تاريخ تأسيس المدينة ما بين 877 و 882.

## التقسيمات الادارية
تنقسم المحافظة إلى 10 مقاطعات و 110 بلدية و 1592 قرية.
| 1. موانج سوفانبوري 2. دويم بانج بوات نانغ 3. دان تشانغ 4. بانغ بلا ما 5. ساي براتشين | 1. دون تشيدا 2. سونغ فاي نونغ 3. سام شك 4. يو ثونغ 5. نونغ يا ساي |

## أعلام
- أنواط انين